# Veliki Izvor
Veliki Izvor (serbisch-kyrillisch Велики Извор) ist ein Vordorf von Zaječar rechts des Beli Timok und des Timok in derer Tal. Es gehört zur Opština Zaječar und zählt 2399 Einwohner laut der Volkszählung von 2011. Das Dorf ist zweigeteilt: Das ursprüngliche Dorf liegt östlich separat des Gemeindesitzes. Im Süden ist der Ortsteil Višnjar entstanden, der direkt am Haltepunkt Timok an der Bahnstrecke Crveni Krst–Prahovo Pristanište liegt. Von dort verkehren je zwei Mal täglich Regionalzüge nach Niš und Zaječar.

## Belege
1. ↑  Република Србија, Републички завод за статистику: УПОРЕДНИ ПРЕГЛЕД БРОЈА СТАНОВНИКА: 1948, 1953, 1961, 1971, 1981, 1991, 2002. И 2011. Република Србија Републички завод за статистику, Belgrad 2014, ISBN 978-86-6161-109-4, S. 103 (serbisch, Online [PDF]).
2. ↑  Srbija Voz: 75 Niš-Zaječar-Parhovo Pristanište-Zaječar-Niš. Srbija Voz, 2022, abgerufen am 17. Dezember 2022 (serbokroatisch).